# Klitgården
Klitgaarden (littéralement La maison de la dune) est une ancienne résidence d'été de la famille royale du Danemark située au Sud de Skagen dans l'extrême Nord du Jutland. La maison a été construite en 1914 par Ulrik Plesner pour le Roi Christian X et la Reine Alexandrine. Cette maison est maintenant gérée par une fondation et sert de retraite pour artistes et scientifiques.

## Histoire

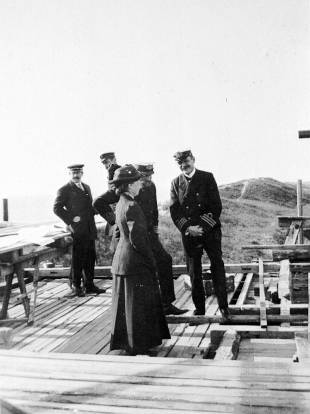
La Reine Alexandrine inspectant le site de construction en 1913.

Quand Christian X se marie à Alexandrine de Mecklembourg-Schwerin lors d'une cérémonie discrète à Cannes en 1898, le couple reçoit le Marselisborg Palace au sud d'Aarhus comme résidence d'été par la municipalité d'Aarhus. Cependant la princesse tombe amoureuse des environs pittoresques et exotiques autour de Skagen. Les décennies précédentes la ville avait été le lieu de rencontre de plusieurs artistes, les peintres de Skagen et depuis 1890, quand la ville fut reliée par train à Frederikshavn, elle était devenue une destination d'été mondaine. Le Prince Christian devient prince héritier du Danemark en janvier 1906 et lorsque le couple participe à l’inauguration du nouveau port de Skagen l'année suivante ils visitent discrètement un certain nombre de terrains de construction potentiels, cependant rien ne se fait avant leur accession au trône en 1912. La Reine Alexandrine souhaitait un lieu de retraite pour échapper à la vie officielle à Copenhagen, un lieu plus intime que Marselisborg. Une demande est alors faite au maire de Skagen et peu après le conseil municipal présente au couple royal un terrain de 4,5 hectares situé directement sur la côte Est à quelques kilomètres au sud de la ville.
L'architecte Ulrik Plesner est chargé de la conception de la maison. Il est un membre actif de la communauté d'artistes de la ville et avait déjà conçu un nombre de bâtiments important à Skagen, dont la gare ferroviaire et l'église. À la même époque il est aussi très actif à Copenhague où, grâce à ses pièces lumineuses et spacieuses et ses façades esthétiques il était devenu un des principaux opposants aux excès de l'historicisme qui avait dominé l'architecture danoise.
La construction commence en 1913 et est inaugurée au printemps 1914. Durant les décennies suivantes Christian X et la Reine Alexandrine passeront de nombreuses vacances dans cette maison, en particulier Pâques. Michael Ancher, un des principaux peintres de Skagen, devient un ami proche du Roi. La maison est originellement à cinquante mètres de la mer mais la plage entière disparut lors d'une tempête en automne 1919. Après la mort du Roi en 1947 la reine douairière prit résidence là pour de longues périodes, jusqu'à sa propre mort cinq ans plus tard.
Klitgaarden est alors héritée par le Prince héréditaire Knud alors que son frère aîné, Frédéric IX, reçoit le plus représentatif palais de Marselisborg. Le Prince Knud et sa famille furent des visiteurs réguliers de la propriété mais après sa mort en 1995 elle fut mise en vente par ses héritiers.
S'inspirant de San Cataldo à Amalfi en Italie, qui servait de retraite pour les artistes et les chercheurs danois depuis 1924, on songea à faire de Klitgaarden une destination similaire. La ville de Skagen et un cercle de personnages culturels dont l'écrivain Klaus Rifbjerg et le collectionneur d'art et fondateur du musée d'art moderne Louisiana Knud W. Jensen, collaborent pour lever les fonds pour réaliser ce projet. Après une grande rénovation le centre ouvre l'été 2000.

## Architecture et ameublement
La maison est compacte, trois ailes sur deux étages. Elle est construite en briques jaune clair et a un toit à forte pente surmontée par des cheminées blanchies à la chaux.
Plesner a également dessiné tous les meubles. Pour la salle à manger l'artiste Harald Slott-Møller fut chargé de créer 55 assiettes ornementées décorées avec les signes du zodiaque et les costumes traditionnels et les blasons des villes marchandes danoises.

## Klitgaarden de nos jours
Le but de Klitgaarden est de fournir aux artistes et aux chercheurs danois un lieu de travail calme et inspirant pour de courtes périodes et est de créer un environnement où les résidents peuvent s'inspirer entre eux. La maison a treize chambre simples et une chambre double ainsi que des salles de réunion et des ateliers. 